# أروما
أروما بلدة تقع في ولاية كسلا بالسودان على ارتفاع 443 متر ( 1.453 قدم) فوق سطح البحر وتبعد عن الخرطوم العاصمة حوالي 433 كيلومتر (269 ميلاً ) شرقاً وعن مدينة كسلا حاضرة الولاية بحوالي 49 كيلومترا (30 ميلاً). وتعتبر أروما إحدى النقاط الرئيسية في خط السكة الحديدية الذي يربط أواسط السودان بميناء بورتسودان عبر مدينة كسلا، كما تشكل نقطة تجمع وسوق لرعاة منطقة نهر القاش، وهي المركز الرئيسي لمشروع القاش الزراعي.

## أصل التسمية
لا توجد حتى الآن أية أبحاث أو مراجع تراثية متناقلة حول أصل التسمية أو معناها وأن كانت هناك بعض الاجتهادات غير الموثقة كالرواية التي ترى بأن الاسم أشبه باسم مدينة روما  الإيطالية وربما كانت هناك صلة بين الإيطاليين الذين حكموا إريتريا الواقعة شمال منطقة القاش وأروما حيث استقر نفر منهم في المنطقة فأعجب بجمالها الطبيعي واطلق عليها اسم عاصمة بلاده روما وبمرور الزمن تحور الاسم إلى «آروما».
وهناك من يربط بين اسم البلدة واللفظ الإنجليزي aroma «آروما» الذي يعني بالللغة العربية العبير، ويرى بأن الإنجليز كانوا قد استلطفوا شذى الأزهار البرية وعبيرها في المنطقة فأطلقوا عليها هذا الاسم، إلا أن هذه الرواية يعيبها بأن تاريخ ظهور البلدة يرجع إلى فترة اقدم من فترة حكم الإنجليز للسودان.
وثمة من يعتقد بأن قبائل الأرومو الإثيوبية كانت تقيم في المنطقة قبل أن تهاجر إلى أراضي الحبشة في زمن بعيد فحملت المنطقة اسمها الذي تحول بمرور الزمن من «أرومو» إلى أروما.
وهناك من ينفي صحة هذه الاجتهادات ويرى بضرورة البحث عن أصل الاسم في التراث الثقافي لأهل المنطقة ويعتقد بأن الاسم أقرب إلى أن يكون مشتقاً من لفظ «آ- ورما» بلغة البداويت التي يتحدث بها معظم سكان المنطقة ويرادف لفظ تعال باللغة العربية. وثمة تفسير آخر أكثر ترجيحاً أيضاً وهو الذي يرى بأن الاسم مشتق من لفظ «أروم» وهو اسم لوسم يُطبَع على جسم الأبل بالكيّ بالنار، وتقوم به قبيلة الكرباب إحدى فروع قبيلة الامرأر البجاوية التي تستوطن المنطقة.

## الموقع
تقع أروما بين خط طول 15 درجة 49 دقيقة و1 ثانية شمالاً وخط عرض 36 درجة 7 دقيقة و59 ثانية شرقاً فوق رأس دلتا نهر القاش الموسمي.
المسافة بين أروما وبعض المناطق القريبة منها:
| اسم المدينة/القرية | المسافة بالكيلومتر | المسافة بالميل |
| ------------------ | ------------------ | -------------- |
| تبلدية             | 16                 | 9              |
| مسقى مكالي         | 10                 | 16             |
| متاتيب             | 18                 | 11             |
| متاتيب العبار      | 24                 | 14             |
| حلة ثمانيةعشر      | 26                 | 16             |
| مطامير             | 26                 | 16             |
| حاج عمر            | 27                 | 16             |
| شن تشرب            | 33                 | 20             |
| هداليا             | 34                 | 21             |
| وقر                | 38                 | 23             |
| حلفا الجديدة       | 75                 | 46             |
| أغوردات (إريتريا)  | 192                | 119            |
| القضارف            | 210                | 130            |
| شندي               | 302                | 187            |
| سنكات              | 343                | 213            |
| بورتسودان          | 438                | 272            |

## الإدارة
أروما هي عاصمة محلية جنوب القاش التابعة لولا ية كسلا وتضم قرى:
- تندلاي
- دقين
- مكلاي[1]

## المناخ
تتمتع أروما بمناخ معتدل خاصة في الفترة ما بين ديسمبر / كانون الأول وحتى مارس / آذار حيث تهبط درجة الحرارة إلى 24 درجة مئوية، وتصل درجة الحرارة أعلى معدل لها في مايو / أيار حيث تسجل 33 درجة مئوية في المتوسط. أما الأمطار فيبلغ متوسطها السنوي 203 مليمتر (7.9 بوصات).
| متوسط حالة الطقس في أروما      | متوسط حالة الطقس في أروما | متوسط حالة الطقس في أروما | متوسط حالة الطقس في أروما | متوسط حالة الطقس في أروما | متوسط حالة الطقس في أروما | متوسط حالة الطقس في أروما | متوسط حالة الطقس في أروما | متوسط حالة الطقس في أروما | متوسط حالة الطقس في أروما | متوسط حالة الطقس في أروما | متوسط حالة الطقس في أروما | متوسط حالة الطقس في أروما | متوسط حالة الطقس في أروما | متوسط حالة الطقس في أروما |
| درجة الحرارة                   | درجة الحرارة              | درجة الحرارة              | درجة الحرارة              | درجة الحرارة              | درجة الحرارة              | درجة الحرارة              | درجة الحرارة              | درجة الحرارة              | درجة الحرارة              | درجة الحرارة              | درجة الحرارة              | درجة الحرارة              | درجة الحرارة              | درجة الحرارة              |
| الشهر                          | يناير                     | فبراير                    | مارس                      | ابريل                     | مايو                      | يونيو                     | يوليو                     | اغسطس                     | سبتمبر                    | أكتوبر                    | نوفمبر                    | ديسمبر                    |                           | المتوسط                   |
| ------------------------------ | ------------------------- | ------------------------- | ------------------------- | ------------------------- | ------------------------- | ------------------------- | ------------------------- | ------------------------- | ------------------------- | ------------------------- | ------------------------- | ------------------------- | ------------------------- | ------------------------- |
| متوسط بـ م°                    | 24                        | 25                        | 28                        | 31                        | 33                        | 32                        | 30                        | 29                        | 30                        | 31                        | 28                        | 25                        |                           | 28                        |
| المتوسط بـ ف°                  | 75                        | 77                        | 82                        | 87                        | 91                        | 89                        | 86                        | 84                        | 86                        | 87                        | 82                        | 77                        |                           | 82)                       |
| هطول الأمطار                   |                           |                           |                           |                           |                           |                           |                           |                           |                           |                           |                           |                           |                           |                           |
| الشهر                          | يناير                     | فبراير                    | مارس                      | ابريل                     | مايو                      | يونيو                     | يوليو                     | اغسطس                     | سبتمبر                    | أكتوبر                    | نوفمبر                    | ديسمبر                    |                           | السنوي                    |
| متوسط هطول الأمطار بـ مم(بوصة) | 0 (0)                     | 0 (0)                     | 1 (0)                     | 6 (0,2)                   | 17 (0,6)                  | 61 (2,4)                  | 78 (3,1)                  | 34 (1,3)                  | 5 (0,2,)                  | 1 (0)                     | 0 (0)                     | 0 (0)                     |                           | 203 (7,9)                 |
| المصدر Weatherbase             |                           |                           |                           |                           |                           |                           |                           |                           |                           |                           |                           |                           |                           |                           |

## الطوبغرافيا

### الوصف الجيولوجي
وفقاً لمسح أجراه مكوفيزكي (L. Z. A. Makowiezki) على نهر القاش، فإن منطقة دلتا القاش أظهرت وجود تموجات متعاقبة بمحاذاة مجرى القاش، وأن الطمي يرقد فوق صحائف من البازلت وهو ما بدا من أعمال الحفر التي أجريت على القاع. (مما يعزز الافتراض بأنهاإمتداد لتدفقات لحمم بركانية من الهضبة الإثيوبية )

### دلتا القاش

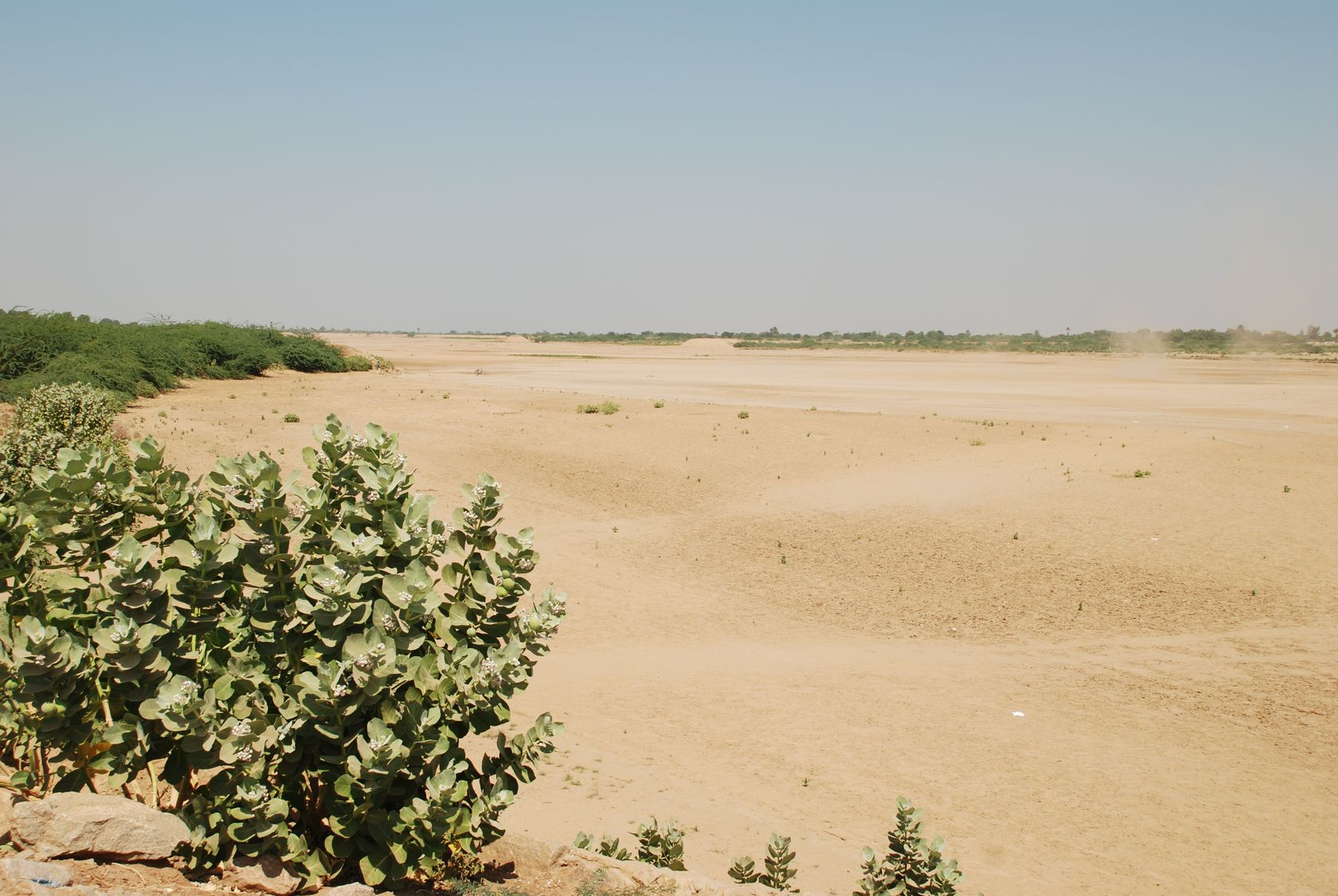
وادي نهرالقاش في موسم الصيف

تقع أروما في دلتا نهر القاش الذي ينبع من أعالي جبال أريتريا على بعد بضعة أميال جنوب أسمرا وهو نهر موسمي سريع الزوال، تتدفق مياهه عادة من الفترة من يوليو / تموز وحتى سبتمبر / تشرين الأول متذبذب في كمية مياهه ومتغير الاتجاهات في مجراه في الدلتا بدرجة كبيرة، مع رواسب عالية جداً من الطمي (56.3 كيلوغرام / ثانية في القاع) والتي تتحول إلى مستنقع كبير ينتهي عندها النهر دون تمكنه من الوصول إلى المجري الرئيسي لنهر النيل. ويقدر عائده السنوي من المياه بحوالي 650 مليون متر مربع. تبلغ المساحة الكلية لدلتا القاش حوالي 280 ألف هكتار.

### التربة
هناك نوعان رئيسيان من التربة في دلتا القاش ويعرفان محلياً باسم «اللبد» و«البادوب». ويعتبر اللبد هو النوع الأكثر جودة وهو غني بالطمي ويشكل حوالي 50 بالمائة من إجمالي مساحة مشروع القاش، أما البادوب فهو الأدنى درجة من ناحية بنية التربة، ويتكون من طين ثقيل معرض للتكسير والتشقق وقابل للنحت.

## مشروع القاش الزراعي
تأسست أروما لتكون مركزاً ميدانيا ًلمشروع القاش الزراعي بواسطة الحكم الثنائي للسودان وكان الهدف من المشروع هو تحقيق تنمية اقتصادية واجتماعية من خلال تحسين سبل المعيشة المستدامة لاكبر عدد من الفقراء في المنطقة والاستخدام الكفؤ والعادل والمستدام لموارد الأرض والمياه، وتبلغ المساحة الكلية للمشروع حوالي ما يقارب 570 ألف فدان يمكن توفير مياه الريّ لحوالي 400 ألف منها، وتبلغ المساحة المستغلة حوالي 60 ألف فدان، منها 40 ألف فدان لزراعة الذرة و10 آلاف للقطن و10 ألف أخرى لمحاصيل نقدية. وقد تم مؤخراً التخلي عن زراعة القطن وتوزيع المساحة التي كان يشغلها على المزارعين لزراعتها بما يرغبونه من محصول. يتم الريّ في المشروع عن طريق الريّ الفيضي وهو غمر الأرض بمياه الفيضان وزراعتها بعد أن انحسار الفيضان وجفاف الأرض الأرض نسبياً. وهناك شبكة من قنوات الري منها: ترعة إيليبيلي وترعة هداليا وهي القناة الرئيسية، وترعة بهابيتي. وقد تدهور المشروع منذ ثمانينيات القرن الماضي خاصة بعد انتشار شجرة المسكيت التي تم استيرادها من الخارج وزرعها في المنطقة لوقف الزحف الصحراوي، إلا أنها أخذت تمتص المياه وتنتشر في الرقعة الزراعية بشكل أدى إلى الإخلال بتوازن البيئة النباتي.	
وقد جرت محاولات لم تفلح حتى الآن في إزالة الشجرة أسوة بما تم في مناطق نهر عطبرة الأخرى. وهناك من يرى بضرورة الاستفادة من الشجرة بدلاً من إزالتها وإستغلالها من خلال السماح للسكان بقطعها واستخدام أخشابها في إعداد الفحم النباتي. وقد أثبتت التجارب الأولية في أروما نجاح الفكرة التي ربما تؤدي إلى القضاء على الشجرة بالمنطقة نهائياً على المدى البعيد.

وقد أجرت منظمة الصندوق الدولي للتنمية الزراعية (إيفاد) دراسة لإعادة الحياة إلى مشروع القاش بهدف «إنعاش سبل كسب العيش في صفوف نحو 67 ألف أسرة فقيرة تعيش في دلتا القاش أو بالقرب منه»،على مساحة تصل إلى 000 21 كيلومتر وإدماج المشروع بالاقتصاد المحلي، وذلك بتكلفة بلغت (في عام 2009) حوالي 39.0 مليون دولار أمريكي. ووفقاً للدراسة فإن أداء مشروع الري الفيضي في أروما قد تدهور بشكل كبير بسبب التحول الهائل في ظروفه حيث زاد عدد المزارعين العاملين فيه إلى 40 ألف بعد أن كان عددهم في العهود الاستعمارية التركية والبريطانية بالسودان لا يزيد عن 8 آلاف مزارع.

## النشاط الاقتصادي
يتركز النشاط الاقتصادي حول أربعة قطاعات وهي:
1. الزراعة المطرية الآلية والتقليدية، وتشمل المحاصيل، نبات الخروع والقطن طويل التيلة والذرة (الأكلموية).
2. صناعة خفيفة تتمثل في صناعة الورق المقوى باستخدام سيقان نبات القطن والخروع (وقد توقف الإنتاج حالياً).
3. الرعي وتشمل الثروة الحيوانية الإبل والماشية.
4. تجارة الحدود، (مع أريتريا المجاورة).
5. الخدمات، وتتمثل في خدمة محطة السكة الحديدية.

## السكان

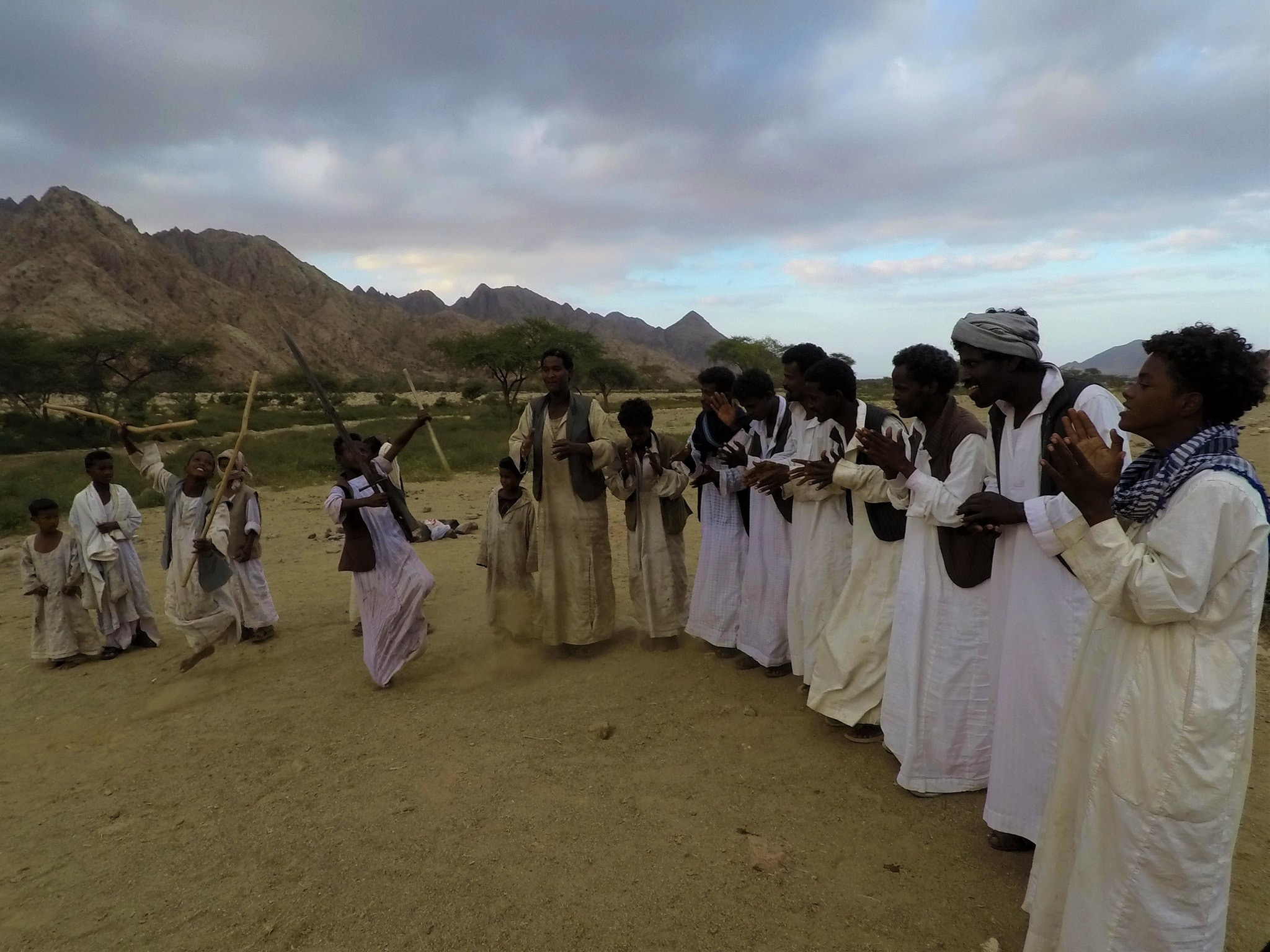
الزي التقليدي للرجال

تقطن أروما مجموعات سكانية مختلفة الأثنيات وفي مقدمتهم مجموعات البجا من هدندوة وبني عامر وأرتيقا وغيرهم من المجموعات الإثنية السودانية الأخرى كالفولانين والهوسا والبرنو إلى جانب مجموعات ذات أصول أجنبية كالهنود والأرمن والحضارمة والأريتريين وقد كان لمشروع القاش الزراعي وتجارة الحدود دوراً في تشكيل بوتقة أروما السكانية. ويبلغ عدد السكان حوالي 12,708 نسمة.

## أحياء أروما السكنية
- الكامبو
- السرايات
- حي الطواحين
- حي الرشايدة
- حي المؤسسة
- حي السوق
- حي الموظفين
- حي النصر
- الحلة الجديدة

## الرعاية الصحية
- مستشفى أروما
- المستشفى البيطري
- المركز الصحي

## الأنشطة الرياضية
الفرق الرياضية هي:
- الإخلاص
- التحرير
- النهضة
- حي العرب

## أعلام أروما
شهدت أروما ميلاد عدد من المشاهير في السودان من مختلف القطاعات، كما أقام فيها عدد آخر منهم. ومن بين هؤلاء المشاهير:
- الفريق أول هاشم عثمان حسن، مدير عام شرطة السودان الحالي (2012)
- الشاعر السوداني عزمي أحمد خليل
- لاعب كرة القدم الشهير محمد حسين كسلا
- الفريق شرطة معاش محمد صالح حامد، المساعد السابق لمدير عام الشرطة بالسودان
- الدكتور فاروق محمد عبد الله بامي، عميد كلية الهندسة بجامعة السودان
- الدكتور سيدي أوشيك أبوعاشة سيدي، أحد أخصائيي المخ والأعصاب